# Gruppo di rinormalizzazione
In fisica teorica, in particolare in teoria quantistica dei campi e in meccanica statistica, il gruppo di rinormalizzazione (in inglese renormalization group, abbreviato RG) è una tecnica che permette di studiare i cambiamenti di un sistema multiscala alle differenti scale di distanza. Le trasformazioni di rinormalizzazione diminuiscono l'informazione (sono lossy), poiché il numero di variabili diminuisce. Per questo motivo, non hanno una trasformazione inversa e il gruppo di rinormalizzazione è in realtà un semigruppo. In teoria dei campi, riflette i cambiamenti delle leggi al variare della scala di energia alla quale il processo fisico avviene. Un cambio della scala è detto "trasformazione di scala" o, più in generale, "trasformazione conforme". Il gruppo di rinormalizzazione è intimamente legato alla "invarianza di scala", una simmetria per la quale il sistema appare lo stesso a tutte le scale (auto similarità).
Cambiare scala equivale a cambiare l'ingrandimento di un microscopio con cui si osserva il sistema. Il sistema generalmente produce una copia di se stesso con parametri leggermente diversi che descrivono le sue componenti. Le componenti, o variabili fondamentali, possono rappresentare atomi, particelle fondamentali, spin atomici, ecc. I parametri della teoria descrivono le interazioni tra le componenti. Possono essere costanti di accoppiamento, che misurano l'intensità delle forze, o i parametri di massa. Le stesse componenti possono apparire composte da più componenti della stessa specie andando a distanze minori.
Ad esempio, un elettrone appare composto di elettroni, antielettroni e fotoni osservato a distanze molto piccole. L'elettrone a distanze molto piccole ha una carica leggermente diversa rispetto a quella "vestita" misurata a grandi distanze e questo cambiamento, o "scorrimento" (running), del valore della carica elettrica è determinato dall'equazione del gruppo di rinormalizzazione.

## Storia del gruppo di rinormalizzazione
L'idea delle trasformazioni di scala e dell'invarianza di scala è molto antica in fisica. Concetti che hanno a che fare con il cambiamento di scala erano comuni per la scuola pitagorica, per Euclide e per Galileo. Sono tornati alla ribalta alla fine del XIX secolo, ad esempio negli studi di Reynolds sulla viscosità, per spiegare il fenomeno della turbolenza.
La teoria dei gruppi di rinormalizzazione fu inizialmente sviluppata nell'ambito della fisica delle particelle, ma oggi le sue applicazioni si estendono alla fisica dello stato solido, alla meccanica dei fluidi e alle nanotecnologie. Con un pionieristico articolo del 1953 Ernst Stueckelberg e Andre Peterman anticiparono l'idea nella teoria quantistica dei campi. Questi autori notarono che la rinormalizzazione possiede un gruppo di trasformazioni che trasferiscono quantità dai termini "nudi" ai controtermini. Murray Gell-Mann e Francis E. Low nel 1954 restrinsero lo studio alle trasformazioni di scala in elettrodinamica quantistica (QED), che sono quelle più fisicamente rilevanti. Questi autori proposero una funzione matematica della costante di accoppiamento g della teoria, {\displaystyle \psi (g)}, la quale determina il cambiamento della costante di accoppiamento per un cambiamento dell'energia di scala {\displaystyle \mu } attraverso l'"equazione di rinormalizzazione":
{\displaystyle {\frac {\partial }{\partial \ln(\mu )}}\ln(g)=\psi (g)={\frac {\beta (g)}{g}}}
dove è indicata anche la formulazione più moderna, in cui compare la funzione {\displaystyle \beta (g)=g\psi (g)} introdotta da Curtis Callan e Kurt Symanzik nei primi anni settanta. Le prime applicazioni all'elettrodinamica quantistica sono discusse nell'importante libro di Bogoljubov e Širkov nel 1959.
Il gruppo di rinormalizzazione ha origine dalle regolarizzazione delle variabili di campo, cioè dal problema delle quantità infinite che sono generate dalla teoria quantistica (il RG esiste indipendentemente da queste quantità infinite). Il problema di trattare questi infiniti fu risolto per l'elettrodinamica quantistica da Richard Feynman, Julian Schwinger e Sin-Itiro Tomonaga, che ricevettero il premio Nobel nel 1965 per questi contributi. Derivarono la teoria della rinormalizzazione della carica elettrica e della massa in cui gli infiniti sono eliminati con l'introduzione di una scala di massa ultra-larga implicita, {\displaystyle \Lambda }. La dipendenza delle quantità fisiche, come la carica elettrica e la massa dell'elettrone, da {\displaystyle \Lambda } è nascosta, e si manifesta nella scala a cui le quantità fisiche sono misurate.
Gell-Mann e Low si accorsero che la scala effettiva può essere definita arbitrariamente come {\displaystyle \mu } e può essere variata per definire la teoria ad ogni altra scala. L'idea principale del RG è che, quando variamo la scala {\displaystyle \mu }, la teoria produce una copia auto-simile di se stessa, con un piccolo cambio della costante di accoppiamento g, dato dall'equazione del RG e dalla funzione {\displaystyle \psi (g)}. L'auto-similarità deriva dal fatto che {\displaystyle \psi (g)} dipende solo dai parametri della teoria e non dalla scala {\displaystyle \mu }.
Una comprensione più profonda del significato fisico del gruppo di rinormalizzazione viene dalla fisica della materia condensata. L'articolo di Leo P. Kadanoff del 1966 propose il gruppo di rinormalizzazione a blocchi per sistemi di spin. L'idea dei blocchi è un modo per definire i componenti della teoria a una scala grande come aggregati di componenti a una scala più piccola. Questo approccio contiene già il punto essenziale e può essere reso esatto, come fu dimostrato dai contributi di Kenneth Wilson. La forza dell'idea di Wilson fu dimostrata della soluzione costruttiva e dalla rinormalizzazione nel 1974 di un problema a lungo irrisolto, il problema di Kondo, e dai precedenti sviluppi di questo nuovo metodo nella teoria delle transizioni di fase di seconda specie e dei fenomeni critici nel 1971. Wilson vinse il premio Nobel nel 1982 per i suoi contributi.
In fisica delle particelle, il gruppo di rinormalizzazione fu riformulato nel 1970 in termini più fisici ad opera di C. G. Callan e K. Symanzyk. Fu scoperto che la funzione {\displaystyle \psi (g)=\beta (g)/g}, che descrive lo "scorrimento" della costante di accoppiamento con la scala, è anche l'"anomalia canonica di traccia" che rappresenta nella meccanica quantistica la rottura della simmetria di scala di una teoria di campo. Anche nella meccanica quantistica si può introdurre una massa attraverso l'anomalia di traccia e lo scorrimento della costante di accoppiamento. Le applicazioni del gruppo di rinormalizzazione alla fisica delle particelle esplose durante gli anni settanta con la consacrazione del Modello Standard.
Nel 1973 fu scoperto che una teoria di quark "colorati" interagenti, detta cromodinamica quantistica (quantum cromodynamics, QCD), ha una funzione {\displaystyle \beta } negativa. Questo significa che un valore iniziale di scala ad alta energia della costante di accoppiamento produce un valore speciale di {\displaystyle \mu } in cui la costante di accoppiamento diverge. Questo valore speciale è la scala delle interazioni forti, {\displaystyle \mu =\Lambda _{QCD}}, e si trova circa a 150 MeV. Viceversa, la costante di accoppiamento diventa piccola ad energie molto alte e i quark diventano osservabili come particelle puntiformi.
Il gruppo di rinormalizzazione nello spazio dei momenti divenne uno strumento molto sviluppato anche nella fisica dello stato solido, ma il suo successo fu ostacolato dall'uso estensivo della teoria delle perturbazioni, che impediva alla teoria di essere studiata in sistemi fortemente correlati. Per studiare questi sistemi fortemente correlati, sono migliori gli approcci variazionali. Nel corso degli anni ottanta alcune tecniche di gruppo di rinormalizzazione sugli spazi reali furono sviluppate in questa direzione. Lo sviluppo più interessante fu il gruppo di rinormalizzazione della matrice di densità (density matrix RG, DMRG) sviluppato da S. R. White e R. M. Noack nel 1992.
La simmetria conforme è associata all'annullamento della funzione {\displaystyle \beta (g)}. Questo può verificarsi naturalmente se la costante di accoppiamento è attratta, nel suo scorrimento, da un punto fisso in cui {\displaystyle \beta (g)=0}. Nella QCD, il punto fisso si trova a piccole distanze, dove {\displaystyle g\to 0}, ed è detto punto fisso ultravioletto (banale). Per quark pesanti, come il quark top, si trova che l'accoppiamento al bosone di Higgs, responsabile della massa della particella, scorre verso un punto fisso infrarosso non nullo (non banale).
Nella teoria delle stringhe si richiede l'invarianza conforme del foglio di stringa (world-sheet) come simmetria fondamentale, vale a dire {\displaystyle \beta (g)=0}. Qui {\displaystyle \beta } dipende dalla geometria dello spazio tempo in cui le stringhe si muovono. Questo determina la dimensione dello spazio tempo della teoria delle stringhe e impone l'equazione di Einstein della relatività generale sulla geometria.
Il gruppo di rinormalizzazione è di fondamentale importanza per la teoria delle stringhe e le teorie della grande unificazione. Inoltre è l'idea chiave della moderna interpretazione dei fenomeni critici nella fisica della materia condensata. Il gruppo di rinormalizzazione è diventato uno dei più importanti strumenti della fisica moderna.

## Rinormalizzazione a blocchi
In questa sezione si introduce, in modo pedagogico, una semplice descrizione del gruppo di rinormalizzazione: la rinormalizzazione a blocchi. Fu derivata da Kadanoff nel 1966.
In questo schema si considera un solido bidimensionale, composto da un insieme di atomi su un reticolo quadrato, come mostrato in figura. Assumiamo che ogni atomo interagisca solo con i suoi primi vicini e che il sistema sia a temperatura T. L'intensità della loro interazione è misurata da una costante di accoppiamento J e la fisica del sistema è descritta dall'hamiltoniana {\displaystyle H(T,J)}

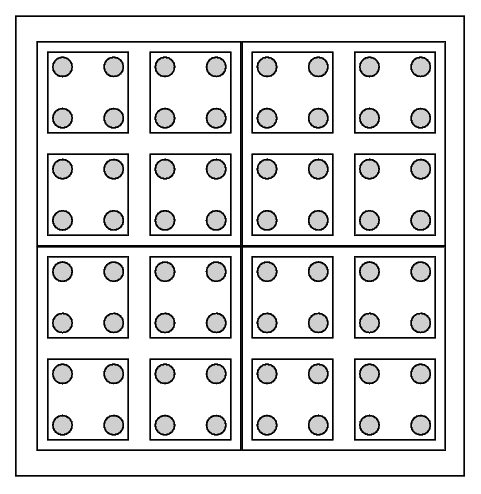
Reticolo quadrato suddiviso in blocchi

Il metodo si basa sulla suddivisione del solido in blocchi, ad esempio di {\displaystyle 2\times 2}. Il sistema si descrive in termini di variabili di blocco, cioè di qualche grandezza che descrive il comportamento medio del singolo blocco. Inoltre si assume che la fisica delle variabili di blocco è descritta da una hamiltoniana dello stesso tipo, ma con valori diversi per temperatura e accoppiamento {\displaystyle H(T',J')}. (Questo non è esattamente vero, ma è spesso approssimativamente vero in pratica e l'approssimazione è abbastanza buona.)
Se il problema iniziale era troppo difficile da risolvere, perché c'erano troppi atomi, nel problema rinormalizzato ci sono solo un quarto degli atomi iniziali. Se si ripete la procedura si arriva a un hamiltoniana {\displaystyle H(T'',J'')} e solo un sedicesimo degli atomi originali. A ogni passo di rinormalizzazione aumenta la scala di osservazione.
L'idea migliore è di iterare il procedimento finché resta un unico enorme blocco. Poiché il numero di atomi in ogni campione di materiale è molto grande, questo è equivalente a trovare il comportamento a lungo termine della trasformazione di rinormalizzazione che trasforma {\displaystyle (T,J)\to (T',J')\to (T'',J'')}. Di solito, quando viene iterata molte volte, la trasformazione di rinormalizzazione porta a un certo numero di punti fissi.
Per essere più concreti, consideriamo un sistema magnetico (il modello di Ising), in cui la costante di accoppiamento J misura la tendenza di spin vicini di essere paralleli. La fisica del sistema è determinata dalla competizione tra il termine di accoppiamento, che ordina gli spin, e l'effetto della temperatura, che distrugge l'ordine. Per molti modelli di questo tipo ci sono tre punti fissi
1. {\displaystyle T=0} e {\displaystyle J\to \infty }. Questo significa che su larga scala la temperatura diventa ininfluente, cioè il fattore disordinante si annulla. Perciò, su larga scala, il sistema appare ordinato (gli spin sono tutti paralleli) e il materiale è in fase ferromagnetica.
2. {\displaystyle T\to \infty } e {\displaystyle J=0}. È il caso opposto, il fattore disordinante domina e il sistema è disordinato su larga scala.
3. Un punto fisso intermedio non banale per {\displaystyle T=T_{c}} e {\displaystyle J=J_{c}}. In questo punto, cambiare la scala non cambia la fisica del sistema, perché il sistema è in uno stato frattale. Questo punto corrisponde alla transizione di fase ed è anche detto punto critico.

Perciò, dato un materiale con valori dati di T e J, per scoprire il comportamento a grande scala si deve iterare il procedimento finché il sistema raggiunge uno dei punti fissi.

## Elementi di teoria del gruppo di rinormalizzazione
In termini più tecnici, assumiamo che la teoria sia descritta da una funzione Z delle variabili di stato {\displaystyle \lbrace s_{i}\rbrace } e di un certo insieme di costanti di accoppiamento {\displaystyle \lbrace J_{k}\rbrace }. Questa funzione può essere la funzione di partizione, l'azione, l'hamiltoniana, ecc. Deve però contenere l'intera descrizione della fisica del sistema.
Ora consideriamo una trasformazione a blocchi delle variabili di stato {\displaystyle \lbrace s_{i}\rbrace \to \lbrace {\bar {s}}_{i}\rbrace }, dove il numero delle {\displaystyle {\bar {s}}_{i}}
è minore di quello delle {\displaystyle s_{i}}. Se questo può essere fatto attraverso un certo cambio dei parametri {\displaystyle \lbrace J_{i}\rbrace \to \lbrace {\bar {J}}_{i}\rbrace }, la teoria è detta rinormalizzabile.
Per qualche ragione, le teorie fisiche delle interazioni fondamentali, come l'elettrodinamica quantistica, la cromodinamica quantistica e la teoria dell'interazione elettrodebole, ma non la gravità, sono esattamente rinormalizzabili. Inoltre la maggior parte delle teorie in fisica della materia condensata sono approssimativamente rinormalizzabili, dalla superconduttività alla turbolenza dei fluidi.
Il cambiamento dei parametri è realizzato attraverso una certa funzione {\displaystyle \beta }: {\displaystyle \lbrace {\bar {J}}_{k}\rbrace =\beta (\lbrace {\bar {J}}_{k}\rbrace )}, che induce un "flusso di rinormalizzazione" sullo spazio dei parametri J. I valori dei parametri J che variano con il flusso sono dette, in inglese running coupling constant (costanti di accoppiamento variabili).
Come detto nella sezione precedente, le informazioni più importanti nel flusso di rinormalizzazione sono i punti fissi. I possibili stati macroscopici del sistema, su grande scala, sono dati dall'insieme di questi punti fissi.
Le trasformazioni di rinormalizzazione diminuiscono l'informazione (sono lossy), poiché il numero di variabili diminuisce. Per questo motivo, non hanno una trasformazione inversa e il gruppo di rinormalizzazione è in realtà un semigruppo.

## Operatori rilevanti e irrilevanti, classi di universalità
Consideriamo una certa osservabile A di un sistema fisico che subisce una trasformazione di rinormalizzazione. Il valore dell'osservabile al crescere della scala può essere sempre crescente, sempre decrescente o variabile. Nel primo caso l'osservabile è detta rilevante, nel secondo irrilevante e nel terzo marginale.
Un operatore rilevante è necessario per descrivere il comportamento macroscopico del sistema, mentre un operatore irrilevante non è necessario. Le osservabili marginali creano sempre problemi, nel decidere se considerarle o no. Un fatto notevole è che la maggior parte delle osservabili sono irrilevanti, cioè la fisica macroscopica è determinata solo da poche osservabili nella maggior parte dei sistemi. In altri termini, la fisica microscopica è descritta da {\displaystyle N_{A}\approx 10^{23}} (numero di Avogadro) variabili, quella macroscopica solo da alcune.
Prima dello sviluppo della teoria del gruppo di rinormalizzazione, c'era un sorprendente fatto empirico da spiegare: l'uguaglianza degli esponenti critici (cioè il comportamento del sistema vicino ai punti di transizione di fase di seconda specie) in fenomeni molto diversi, come sistemi magnetici, transizioni superfluide (transizione lambda), fisica delle leghe, e altri. Questo fenomeno è chiamato universalità ed è stato successivamente spiegato attraverso il gruppo di rinormalizzazione, mostrando che la differenza tra tutti quei sistemi è legata a osservabili irrilevanti.
Perciò molti fenomeni macroscopici possono essere raggruppati in un piccolo numero di classi di universalità, descritte dalle osservabili rilevanti.

## Gruppo di rinormalizzazione nello spazio dei momenti
Il gruppo di rinormalizzazione è stato sviluppato principalmente in due forme. La descrizione di Kadanoff spiegata sopra è detta nello spazio reale(corrispondente al dominio del tempo ). La descrizione nello spazio dei momenti (corrispondente al dominio della frequenza) d'altra parte, ha una lunga storia, nonostante la sua sottigliezza. Può essere usata per sistemi in cui i gradi di libertà possono essere organizzati in termini di modi di Fourier di un dato campo. La trasformazione di rinormalizzazione si realizza integrando un certo insieme di modi di momento grande (ovvero di alta frequenza spaziale). Poiché un'alta frequenza spaziale è legata a scale di lunghezza piccole, il gruppo di rinormalizzazione nello spazio dei momenti ha essenzialmente lo stesso effetto di quello nello spazio reale.
Il gruppo di rinormalizzazione nello spazio dei momenti è di solito utilizzato su un'espansione perturbativa (cioè approssimata). La validità di questa espansione è giustificata se la fisica reale del sistema è simile a quella di un sistema di campi liberi (accoppiamento debole). In questo caso si può calcolare le osservabili sommando i termini dominanti dell'espansione. Questo approccio si è dimostrato estremamente efficace in molte teorie, inclusa la maggior parte della fisica delle particelle, ma è inutilizzabile per sistemi in cui la fisica è molto lontana da ogni sistema libero (ovvero in cui si ha accoppiamento forte).
Come esempio di significato fisico del gruppo di rinormalizzazione nella teoria di particelle, descriviamo brevemente la rinormalizzazione della carica nell'elettrodinamica quantistica (QED). Supponiamo di avere una carica elettrica puntiforme positiva di un certo valore reale (o nuda). Il campo elettromagnetico attorno alla carica ha una certa energia, perciò può produrre coppie di elettrone-positrone, che si annichilano molto rapidamente. Ma nella loro breve vita, l'elettrone sarà attratto dalla carica e il positrone respinto. Poiché questo avviene continuamente, queste coppie schermano la carica dall'esterno. Perciò, l'entità della carica misurata dipende dalla distanza a cui la sonda con cui si esegue la misura può arrivare. In questo modo la dipendenza di certe costanti di accoppiamento (in questo caso la carica elettrica) dalla distanza.
L'energia, il momento e la scala di lunghezza sono legate dal principio di indeterminazione di Heisenberg. Più alta è l'energia (o il momento) che possiamo raggiungere, più piccola è la distanza che possiamo sondare. Per questo, si dice che il gruppo di rinormalizzazione nello spazio dei momenti integra le grandi energie (o momenti), rimuovendole dalla teoria.

## Equazioni esatte del gruppo di rinormalizzazione
Un'equazione esatta del gruppo di rinormalizzazione è una equazione che tiene conto anche degli accoppiamenti irrilevanti. Esistono diverse formulazioni.

### Equazione di Wilson
L'equazione di Wilson è la più semplice dal punto di vista concettuale, ma praticamente è impossibile da implementare. Si trasforma nello spazio dei momenti dopo aver compiuto una rotazione di Wick per rendere lo spazio euclideo. Si introduce un cutoff dei momenti {\displaystyle p^{2}\leq \Lambda ^{2}} così che i soli gradi di libertà sono quelli con momento minore di {\displaystyle \Lambda }. La funzione di partizione è
{\displaystyle Z=\int _{p^{2}\leq \Lambda ^{2}}{\mathcal {D}}\phi \exp \left[-S_{\Lambda }(\phi )\right].}
Per ogni {\displaystyle \Lambda '\leq \Lambda } si definisce un'azione efficace
{\displaystyle \exp \left(-S_{\Lambda '}[\phi ]\right)\ {\stackrel {\mathrm {def} }{=}}\ \int _{\Lambda '\leq p\leq \Lambda }{\mathcal {D}}\phi \exp \left[-S_{\Lambda }[\phi ]\right].}
Ovviamente
{\displaystyle Z=\int _{p^{2}\leq \Lambda '^{2}}{\mathcal {D}}\phi \exp \left[-S_{\Lambda '}[\phi ]\right].}
Questa trasformazione è perciò transitiva: calcolando {\displaystyle S_{\Lambda '}} da {\displaystyle S_{\Lambda }} e successivamente {\displaystyle S_{\Lambda ''}} da {\displaystyle S_{\Lambda '}} si ottiene lo stesso risultato che calcolando direttamente {\displaystyle S_{\Lambda ''}} da {\displaystyle S_{\Lambda }}.

### Equazione di Polchinski
L'equazione di Polchinski coinvolge un cutoff di regolarizzazione ultravioletto liscio. L'idea di base è un miglioramento dell'equazione di Wilson: anziché un cutoff netto, si utilizza un cutoff liscio. Essenzialmente, i contributi dai momenti più grandi di {\displaystyle \Lambda } sono pesantemente soppressi. Il cut-off liscio tuttavia consente di ottenere un'equazione differenziale funzionale nella scala {\displaystyle \Lambda }. Come nel caso dell'equazione di Wilson si ha un funzionale azione diverso per ogni energia di cut-off {\displaystyle \Lambda }. Ciascuna di queste azioni descrive esattamente lo stesso modello, questo significa che le funzioni di partizione devono coincidere esattamente.
In altre parole, per un campo scalare reale
{\displaystyle Z_{\Lambda }[J]=\int {\mathcal {D}}\phi \exp(-{\mathcal {S}}_{\Lambda }[\phi ]+J\cdot \phi )=\int {\mathcal {D}}\phi \exp \left(-{\frac {1}{2}}\phi \cdot R_{\Lambda }\cdot \phi -{\mathcal {S}}_{{\textrm {int}}\Lambda }[\phi ]+J\cdot \phi \right)}
e {\displaystyle Z_{\Lambda }} è realmente indipendente da {\displaystyle \Lambda }. Qui stata utilizzato la notazione di deWitt. Inoltre è stata separato l'azione nuda {\displaystyle S_{\Lambda }} nella parte cinetica quadratica e nella parte interagente {\displaystyle S_{{\textrm {int}}\Lambda }}. Questa separazione non è banale. Infatti la parte "interagente" può contenere termini cinetici quadratici. Anzi, se la funzione d'onda viene rinormalizzata, li contiene sicuramente. Questo può essere ridotto introducendo un riscalamento dei campi. {\displaystyle R_{\Lambda }} è una funzione del momento p e il secondo termine nell'esponente è
{\displaystyle {\frac {1}{2}}\int {\frac {d^{d}p}{(2\pi )^{d}}}{\bar {\phi }}^{*}(p)R_{\Lambda }(p){\bar {\phi }}(p)}
quando viene espanso. Quando {\displaystyle p\ll \Lambda }, {\displaystyle R_{\Lambda }(p)/p^{2}} è essenzialmente uguale a 1. Quando {\displaystyle p\gg \Lambda }, {\displaystyle R_{\Lambda }(p)/p^{2}}
diventa molto grande e tende all'infinito. {\displaystyle R_{\Lambda }(p)/p^{2}} è sempre maggiore o uguale a 1 ed è liscio. Sostanzialmente, il suo effetto è di lasciare le fluttuazioni con momento minore di {\displaystyle \Lambda } inalterati, ma sopprime fortemente i contributi dalle fluttuazioni con momento maggiore di {\displaystyle \Lambda }. Questo è un netto miglioramento rispetto all'approccio di Wilson.
La condizione
{\displaystyle {\frac {d}{d\Lambda }}Z_{\Lambda }=0}
può essere soddisfatta da (ma questo non è l'unico modo)
{\displaystyle {\frac {d}{d\Lambda }}{\mathcal {S}}_{{\text{int}}\,\Lambda }={\frac {1}{2}}{\frac {\delta {\mathcal {S}}_{{\text{int}}\,\Lambda }}{\delta \phi }}\cdot \left({\frac {d}{d\Lambda }}R_{\Lambda }^{-1}\right)\cdot {\frac {\delta {\mathcal {S}}_{{\text{int}}\,\Lambda }}{\delta \phi }}-{\frac {1}{2}}\operatorname {Tr} \left[{\frac {\delta ^{2}{\mathcal {S}}_{{\text{int}}\,\Lambda }}{\delta \phi \,\delta \phi }}\cdot R_{\Lambda }^{-1}\right].}
Jacques Distler sostiene (senza prova) che questa equazione non è corretta al di fuori della teoria perturbativa.

### Equazione con azione efficace media
L'equazione esatta con azione efficace media utilizza un cutoff di regolarizzazione infrarosso liscio. L'idea è di considerare tutte le fluttuazioni fino ad una scala k nell'infrarosso. L'azione efficace media sarà accurata per fluttuazioni con momenti più grandi di k. Quando si riduce il parametro k, l'azione efficace media si avvicina all'azione efficace, che include tutte le fluttuazioni quantistiche e classiche. Per grandi valori di k, al contrario, l'azione efficace media è prossima all'"azione nuda"; in questo modo l'azione efficace media è un'interpolazione tra l'azione nuda e quella efficace.
Per un campo scalare reale, si aggiunge un cutoff infrarosso
{\displaystyle {\frac {1}{2}}\int {\frac {d^{d}p}{(2\pi )^{d}}}{\tilde {\phi }}^{*}(p)R_{k}(p){\tilde {\phi }}(p)}
all'azione S, dove Rk è una funzione sia di k che di p tale che per {\displaystyle p\gg k}, Rk(p) tende a zero e per {\displaystyle p\ll k}, {\displaystyle R_{k}(p)\gtrsim k^{2}}. Rk è liscia e non negativa. Il suo grande valore per piccoli momenti porta ad una soppressione del loro contributo alla funzione di partizione, il che è di fatto equivalente a trascurare fluttuazioni su larga scala. Per questa regolarizzazione infrarossa si userà la notazione di deWitt
{\displaystyle {\frac {1}{2}}\phi \cdot R_{k}\cdot \phi }
Così
{\displaystyle \exp \left(W_{k}[J]\right)=Z_{k}[J]=\int {\mathcal {D}}\phi \exp \left(-{\mathcal {S}}[\phi ]-{\frac {1}{2}}\phi \cdot R_{k}\cdot \phi +J\cdot \phi \right)}
dove J è il campo sorgente. La trasformata di Legendre di Wk dà ordinariamente l'azione efficace. In effetti, l'azione in questo caso è S[φ]+1/2 φ⋅Rk⋅φ, ed è necessario sottrarre (φ⋅Rk⋅φ)/2 per ottenere l'azione efficace media. In altre parole
{\displaystyle \phi [J;k]={\frac {\delta W_{k}}{\delta J}}[J]}
può essere invertita per ottenere Jk[φ], e si definisce l'azione efficace media Γk come
{\displaystyle \Gamma _{k}[\phi ]\ {\stackrel {\mathrm {def} }{=}}\ \left(-W\left[J_{k}[\phi ]\right]+J_{k}[\phi ]\cdot \phi \right)-{\frac {1}{2}}\phi \cdot R_{k}\cdot \phi .}
Da qui
{\displaystyle {\begin{aligned}{\frac {d}{dk}}\Gamma _{k}[\phi ]&=-{\frac {d}{dk}}W_{k}[J_{k}[\phi ]]-{\frac {\delta W_{k}}{\delta J}}\cdot {\frac {d}{dk}}J_{k}[\phi ]+{\frac {d}{dk}}J_{k}[\phi ]\cdot \phi -{\frac {1}{2}}\phi \cdot {\frac {d}{dk}}R_{k}\cdot \phi \\&=-{\frac {d}{dk}}W_{k}[J_{k}[\phi ]]-{\frac {1}{2}}\phi \cdot {\frac {d}{dk}}R_{k}\cdot \phi ={\frac {1}{2}}\left\langle \phi \cdot {\frac {d}{dk}}R_{k}\cdot \phi \right\rangle _{J_{k}[\phi ];k}-{\frac {1}{2}}\phi \cdot {\frac {d}{dk}}R_{k}\cdot \phi \\&={\frac {1}{2}}\operatorname {Tr} \left[\left({\frac {\delta J_{k}}{\delta \phi }}\right)^{-1}\cdot {\frac {d}{dk}}R_{k}\right]={\frac {1}{2}}\operatorname {Tr} \left[\left({\frac {\delta ^{2}\Gamma _{k}}{\delta \phi \delta \phi }}+R_{k}\right)^{-1}\cdot {\frac {d}{dk}}R_{k}\right]\end{aligned}}}
e quindi
{\displaystyle {\frac {d}{dk}}\Gamma _{k}={\frac {1}{2}}\operatorname {Tr} \left[\left({\frac {\delta ^{2}\Gamma _{k}}{\delta \phi \delta \phi }}+R_{k}\right)^{-1}\cdot {\frac {d}{dk}}R_{k}\right]}
è l'equazione esatta del gruppo, nota anche come equazione di Wetterich; questa equazione può essere generalizzata per altri campi, come i campi spinoriali.
Poiché ci sono infinite possibili scelte di Rk, ci sono anche infinite differenti equazioni interpolanti.
Benché l'equazione di Polchinski e l'equazione dell'azione efficace media appaiano simili, sono basate su filosofie molto diverse. Nella seconda, l'azione nuda è lasciata invariata (così come la scala del cutoff ultravioletto), ma si sopprimono i contributi infrarossi. Nella prima, si fissa la teoria dei campi ma si varia l'azione nuda a diverse scale di energia per riprodurre il modello particolare. La versione di Polchinski è più simile all'idea di Wilson.

### Articoli storici
- E.C.G. Stueckelberg, A. Peterman (1953): Helv. Phys. Acta, 26, 499.
- Murray Gell-Mann, F.E. Low (1954): Phys. Rev. 95, 5, 1300. Origine del gruppo di rinormalizzazione
- N.N. Bogoliubov, D.V. Shirkov (1959): The Theory of Quantized Fields. New York, Interscience. Primo libro di testo sul metodo del gruppo di rinormalizzazione.
- L.P. Kadanoff (1966): "Scaling laws for Ising models near {\displaystyle T_{c}}", Physics (Long Island City, N.Y.) 2, 263. Rinormalizzazione a blocchi.
- C.G. Callan: https://prola.aps.org/abstract/PRD/v2/i8/p1541_1[collegamento interrotto] K. Symanzik (1970): Comm. Math. Phys. 18, 227.Gruppo di rinormalizzazione nello spazio dei momenti.
- https://prola.aps.org/abstract/RMP/v47/i4/p773_1[collegamento interrotto] Il maggiore successo del metodo.
- S.R. White (1992): Density matrix formulation for quantum renormalization groups, Phys. Rev. Lett. 69, 2863. Versione variazionale del gruppo di rinormalizzazione.

### Testi didattici
- N. Goldenfeld (1993): Lectures on phase transitions and the renormalization group. Addison-Wesley.
- D.V. Shirkov (1999): Evolution of the Bogoliubov Renormalization Group. arXiv.org:hep-th/9909024. Introduzione matematica e panoramica storica con cenni alla teoria dei gruppi e alle applicazioni in fisica delle particelle.
- B. Delamotte (2004): A hint of renormalization. American Journal of Physics, Vol. 72, No. 2, pp. 170\u2013184, February 2004. Introduzione alla rinormalizzazione e al gruppo di rinormalizzazione. Anche su arXiv.org:hep-th/0212049
- H.J. Maris, L.P. Kadanoff (1978): Teaching the renormalization group. American Journal of Physics, June 1978, Volume 46, Issue 6, pp. 652-657[collegamento interrotto]. Introduzione al gruppo di rinormalizzazione e applicazioni in fisica della materia.

### Libri
- L.Ts.Adzhemyan, N.V.Antonov and A.N.Vasiliev; The Field Theoretic Renormalization Group in Fully Developed Turbulence; Gordon and Breach, 1999. ISBN 90-5699-145-0 (Indice[collegamento interrotto].)
- Zinn-Justin, Jean, Quantum field theory and critical phenomena, Oxford, Clarendon Press (2002), ISBN 0-19-850923-5
- Zinn-Justin, Jean, Renormalization and renormalization group: From the discovery of UV divergences to the concept of effective field theories, in: de Witt-Morette C., Zuber J.-B. (eds), Proceedings of the NATO ASI on Quantum Field Theory: Perspective and Prospective, June 15-26 1998, Les Houches, France, Kluwer Academic Publishers, NATO ASI Series C 530, 375-388 (1999) ISBN . Testo completo in Postscript.
- Kleinert, H. and Schulte Frohlinde, V; Critical Properties of φ4-Theories, World Scientific (Singapore, 2001); Paperback ISBN 981-02-4658-7. Testo completo disponibile in PDF.
- Kerson Huang, Meccanica statistica, 1997, Zanichelli.